# Сан-маринская христианско-демократическая партия
Сан-маринская христианско-демократическая партия (итал. Partito Democratico Cristiano Sammarinese, PDCS) — правоцентристская христианско-демократическая политическая партия в Сан-Марино, созданная в 1948 году. После 1957 года неоднократно формировала правительство Сан-Марино, чаще в составе коалиций.
Партия является членом Центристского демократического интернационала и наблюдателем в Европейской народной партии. Исторически находилась в близких контактах с Христианско-демократической партией Италии, сейчас роль последней сменила партия «Вперёд, Италия». Левое крыло сан-маринских христианских демократов, ориентировавшееся на итальянскую партию «Маргаритка: Демократия — это свобода», отделилась в «Демократов центра» и затем вошла в «Союз за республику».
Возглавляет партию бывший капитан-регент Джанкарло Вентурини.